# ستيفن ر. برادلي
ستيفن ر. برادلي (بالإنجليزية: Stephen R. Bradley)‏ هو قاضي ومحامي وسياسي أمريكي، ولد في 20 فبراير 1754 في الولايات المتحدة، وتوفي في 9 ديسمبر 1830 في ولبوول في الولايات المتحدة. حزبياً، نشط في الحزب الجمهوري الديمقراطي. وقد انتخب عضو مجلس نواب فيرمونت وانتخب عضو مجلس الشيوخ الأمريكي.